# 우리밀살리기운동본부
우리밀살리기운동본부는 우리밀 되살리기, 고향살리기 운동, 생태계 균형과 환경보전 운동을 추진할 목적으로 1991년 11월 28일 설립된 대한민국 농림축산식품부 소관의 사단법인이다. 사무실은 서울특별시 용산구 원효로 83-6번지 201호에 있다.

## 주요 사업
- 우리밀에 대한 올바른 이해 및 홍보활동
- 우리밀 소비확대를 위한 소비자 교육(학교 영양교사 등)
- 우리밀 품질향상을 위한 생산자 교육
- 초·중·고교 우리밀 체험 및 겨울철 녹색화단 가꾸기 활동
- 우리밀 친환경 학교급식 홍보 및 보급 활동

## 같이 보기
- 앉은뱅이밀